# Anders Mortensen
Anders Mortensen, död 1419, var riddare och borgmästare i Malmö och en prominent person i Kalmarunionens Norden.
Han dömdes till att brännas levande på bål för att han på eget bevåg med hjälp av kanslitjänstemän skickat i väg ett brev i kung Eriks namn. Incidenten finns bevarad i en dikt på latin i ett register och ses som unikt då det var ytterst sällsynt att riddare tilldömdes detta straff.